# Sharon (condado de Portage, Wisconsin)
Sharon es un pueblo ubicado en el condado de Portage en el estado estadounidense de Wisconsin. En el Censo de 2010 tenía una población de 1982 habitantes y una densidad poblacional de 11,79 personas por km².

## Geografía
Sharon se encuentra ubicado en las coordenadas 44°37′36″N 89°24′43″O / 44.62667, -89.41194. Según la Oficina del Censo de los Estados Unidos, Sharon tiene una superficie total de 168.06 km², de la cual 165.81 km² corresponden a tierra firme y (1.34%) 2.25 km² es agua.

## Demografía
Según el censo de 2010, había 1982 personas residiendo en Sharon. La densidad de población era de 11,79 hab./km². De los 1982 habitantes, Sharon estaba compuesto por el 98.39% blancos, el 0% eran afroamericanos, el 0.5% eran amerindios, el 0.2% eran asiáticos, el 0% eran isleños del Pacífico, el 0.15% eran de otras razas y el 0.76% pertenecían a dos o más razas. Del total de la población el 1.51% eran hispanos o latinos de cualquier raza.